# طاقة الرياح في الولايات المتحدة
طاقة الرياح في الولايات المتحدة الأمريكية هي فرع من فروع صناعة الطاقة التي توسعت بسرعة على مدى السنوات الماضية. خلال اثني عشر شهرًا حتى نوفمبر 2017، تم توليد 254.2 تيراواط ساعي بواسطة طاقة الرياح، ما نسبته 6.33% من مجموع الطاقة الكهربائية المولدة.
في يناير 2017، بلغ إجمالي القدرة المولدة من طاقة الرياح المركبة في الولايات المتحدة 82,183 ميغاواط. لم تتجاوز هذه القدرة سوى الصين والاتحاد الأوروبي. وحتى الآن، حقق عام 2012 أكبر نمو في قدرة طاقة الرياح، عندما رُكّبت مولدات طاقة رياح تنتج 11,895 ميغاواط، ما نسبته 26.5% من قدرة الطاقة الجديدة.
في عام 2016، أصبحت نبراسكا الدولة الثامنة عشرة التي ركّبت ما يزيد عن 1,000 ميغاواط من طاقة الرياح. كان لدى تكساس، التي تبلغ طاقتها أكثر من 22000 ميغاواط، أي نحو 15% من استهلاك الولاية للكهرباء، أكبر قدرة على توليد طاقة الرياح أكثر من أي ولاية أمريكية حتى نهاية عام 2018. وكانت لديها مولدات طاقة رياح قيد الإنشاء أكثر من أي ولاية أخرى. الولاية التي تولد أعلى نسبة من الطاقة من طاقة الرياح الآن هي آيوا، في حين أن داكوتا الشمالية لديها أكثر طاقة الرياح بالنسبة للفرد.
يعتبر مركز ألتا لطاقة الرياح في كاليفورنيا أكبر مزرعة للرياح في الولايات المتحدة بطاقة 1,548 ميغاواط.

## نبذة تاريخية
ربما كان أول استخدام لتوربينات كهربائية تعتمد على طاقة الرياح في الولايات المتحدة الأمريكية هو نظام التوربينات الخمسة في بيتيبون، داكوتا الشمالية في عام 1940.
في عام 1980، رُكّبت أول مزرعة رياح في العالم، تتألف من عشرين توربين رياح بقدرة 30 كيلوواط، في جبل كروتسد في نيوهامشير.
منذ عام 1974 وحتى منتصف الثمانينيات، عملت حكومة الولايات المتحدة مع القطاع الصناعي لتطوير التكنولوجيا وتمكين توربينات الرياح التجارية الكبيرة. وقد طٌوّرت سلسلة من توربينات الرياح التابعة لوكالة ناسا في إطار برنامج لإنشاء صناعة توربينات الرياح على نطاق المنافع في الولايات المتحدة، بتمويل من المؤسسة الوطنية للعلوم، ثم وزارة الطاقة في الولايات المتحدة. جرى تشغيل ما مجموعه 13 توربين رياح تجريبي في أربعة تصميمات رئيسية. كان هذا البرنامج البحثي والتنموي رائدًا للعديد من تكنولوجيا التوربينات المستخدمة اليوم، بما في ذلك: أبراج أنابيب الصلب، ومولدات الكهرباء ذات السرعة المتغيرة، والمواد النصلية المركبة، فضلًا عن قدرات التصميم الهندسي الهوائي والبنيوي والصوتي.
وفي وقت لاحق، في ثمانينيات القرن العشرين، قدمت كاليفورنيا خصومات ضريبية على طاقة الرياح. مولت هذه الخصومات أول استخدام كبير لطاقة الرياح لتوليد الطاقة الكهربائية. وبحلول نهاية عام 1986، كان قد تم تركيب نحو 6,700 توربين رياح، معظمها أقل من 100 كيلوواط، في ألتامونت بتكلفة تبلغ نحو بليون دولار، وتوليد نحو 550 مليون كيلوواط ساعي سنويًا.

## اقتصاديًا
خلص تقرير صادر في عام 2012 عن مجموعة استشارية في مجال الطاقة النظيفة إلى أن مزارع الرياح الجديدة قادرة على إنتاج الطاقة الكهربائية بمعدل 5 إلى 8 سنتات لكل كيلوواط ساعي، ما يجعل طاقة الرياح قادرة على المنافسة مع الوقود الأحفوري في العديد من المناطق. ومنذ عام 2013، تقدر إدارة معلومات الطاقة في الولايات المتحدة «التكلفة المتزنة» لطاقة الرياح من المنشآت الجديدة بما يتراوح بين 7 و10 سنتات للواحدة وفقًا للمنطقة الجغرافية، ولكن الإدارة حذرت من أن التكاليف المتزنة للمصادر غير القابلة للتمدد مثل الرياح ينبغي أن تقارن بتكاليف الطاقة التي يجري تجنبها بدلًا من التكاليف المتدنية للمصادر القابلة للتمدد مثل الغاز الطبيعي، أو المصادر الأساسية مثل الفحم أو الطاقة الحرارية الأرضية. في عام 2015، ذكرت جامعة ولاية يوتا أن تكلفة طاقة الرياح أعلى من معظم تقديرات التكاليف التي تُحسب. تتطلب معايير الحوافظ المتجددة وجود طاقة متجددة (معظمها متقطعة مثل الرياح والطاقة الشمسية)، ولكن على حساب المرافق والمستهلكين.
يجعل اعتماد ضريبة الإنتاج طاقةَ الرياح أرخص للمرافق والمستهلكين، ولكن على حساب دافعي الضرائب.

## الإنتاج
اعتبارًا من عام 2017، أصبح لدى الولايات المتحدة أكثر من 82 جيجاواط من طاقة الرياح. زادت طاقة الرياح بشكل كبير خلال السنوات الماضية. ولكن في عام 2010، كانت طاقة التوليد الجديدة حوالي نصف العام السابق بسبب عوامل مختلفة، بما في ذلك الأزمة المالية والركود. وفي عام 2013، كان هناك انخفاض بنسبة 92% في قدرة التوليد المركبة حديثًا مقارنة بعام 2012، وذلك بسبب تأخر تمديد البرنامج. يبين الرسم البياني على اليسار نمو القدرة المثبتة لتوليد طاقة الرياح في الولايات المتحدة استنادًا إلى بيانات مكتب كفاءة الطاقة والطاقة المتجددة زادت القدرة المركبة في الولايات المتحدة في عام 2008 بنسبة 50% مقارنة بالعام السابق. وبلغ متوسط معدل النمو العالمي في ذلك العام 28.8%.

إنتاح طاقة الرياح الشهري من 2007-2017 في الولايات الأمريكية

بحلول عام 2014، كانت صناعة الرياح في الولايات المتحدة الأمريكية قادرة على إنتاج المزيد من الطاقة بتكلفة أقل من خلال استخدام توربينات الرياح الأطول مع خوادم نصلية وشفرات أطول، ما أدى إلى الاستفادة من الرياح الأسرع في الارتفاعات الأعلى. فتح هذا الباب فرصًا جديدة، وفي إنديانا وميشيغان وأوهايو، تنافس سعر الطاقة من توربينات الرياح على ارتفاع 300 إلى 400 قدم (90 إلى 120 مترًا) فوق الأرض مع الوقود الأحفوري التقليدي مثل الفحم. كانت الأسعار قد انخفضت إلى نحو 4 سنتات لكل كيلوواط ساعي في بعض الحالات.

## طاقة الرياح في كل ولاية
في عام 2015، كان توليد الطاقة الكهربائية من طاقة الرياح 10% أو أكثر في اثنتي عشرة ولاية أمريكية: كولورادو، وأيداهو، وآيوا، وكانساس، ومين، ومينيسوتا، وداكوتا الشمالية، وأوكلاهوما، وأوريغون، وداكوتا الجنوبية، وفيرمونت، وتكساس. في كل من آيوا وداكوتا الجنوبية وكنساس، يأتي أكثر من 20% من توليد الطاقة الكهربائية من الرياح. يأتي الآن أكثر من 5% من الطاقة المولدة من الرياح في 20 ولاية.
كانت الولايات الخمس الأكثر قدرة على توليد طاقة الرياح في بداية عام 2017:
- تكساس (20,321 ميغاواط)
- آيوا (6,917 ميغاواط)
- أوكلاهوما (6,645 ميغاواط)
- كاليفورنيا (5,662 ميغاواط)
- كانساس (4,451 ميغاواط)

لدى 14 ولاية الآن طاقة مولدة من الرياح بنسبة 10%أو أكثر، ومعظمها في السهول الوسطى. تشمل هذه الولايات داكوتا الشمالية، وداكوتا الجنوبية، ومينيسوتا، وآيوا، ونبراسكا، وكولورادو، وكانساس، وأوكلاهوما، ونيو مكسيكو، وتكساس، ومين، وفيرمونت، وأوريغون، وأيداهو.

### كاليفورنيا
تضاعفت طاقة الرياح في كاليفورنيا منذ عام 2002. مع تركيب ما يقارب 4000 ميغاواط، في نهاية عام 2011، توفر طاقة الرياح الآن نحو 5% من إجمالي احتياجات كاليفورنيا من الطاقة الكهربائية، أو ما يكفي لإمداد أكثر من 400 ألف أسرة بالطاقة. يتفاوت هذا المبلغ تفاوتًا كبيرًا من يوم إلى آخر. إذ رُكّب 921.3 ميغاواط في عام 2011. وقع معظم هذا النشاط في منطقة تهاخابي في مقاطعة كيرن، إذ نُفذت بعض المشاريع الكبرى في مقاطعات سولانو وكونترا كوستا وريفرسايد. بعد عام 2014، احتلت كاليفورنيا المرتبة الثانية على مستوى الدولة من ناحية السعة، بعد تكساس بقدرة 5,917 ميغاواط.